# Coca-Cola Kid
Coca-Cola Kid (в Японии  (яп. 颯爽少年英雄伝コカ・コーラキッド Сассо: сё:нэн эйю: дэн Како Ко:ра Киддо, досл. «Легенда о бравом герое-подростке: Парень из фирмы „Кока-Кола“»)) — видеоигра в жанре сайд-скроллер, выпущенная в 1994 году для Sega Game Gear исключительно в Японии. В игре фигурирует Coca-Cola Kid, японский маскот Coca-Cola. Помимо отдельного выпуска, игра была включена в специальный красный комплект Game Gear.

## Игровой процесс
Coca-Cola Kid изо всех сил старается спасти своего похищенного учителя. Игровой процесс разделён на несколько этапов. У игрока есть бонусы, включающие в себя безалкогольный напиток Coca-Cola, который помогает восстановить здоровье, и монеты, позволяющие игроку покупать предметы между этапами. На прохождение каждого этапа даётся около 10 минут. Игрок может атаковать врага ногами с помощью сальто или прямого удара. Препятствия, такие как телефонные будки в центре города, также можно снести.

## Разработка и выпуск
Видеоигра была разработана Sega в партнёрстве с The Coca-Cola Company. Картридж Coca-Cola Kid можно было купить как отдельно, так и со специальной красной версией портативной версии Game Gear с логотипом Coca-Cola. По данным на декабрь 2020 года, копии специальной версии приставки выставлены на продажу на eBay по цене от 800 долларов. И игра, и Game Gear под брендом Coca-Cola были выпущены только в Японии.

## Критика
| Иноязычные издания | Иноязычные издания |
| Издание            | Оценка             |
| ------------------ | ------------------ |
| Defunct Games      | [ 4 ]              |
| Portable Review    | 29/40              |

Чад Рейнхардт поставил игре 4 балла из 5, назвав главного героя «кофеиновым наркоманом», но зато похвалив управление игры. Он считает, что это «достойная игра в жанре экшн, на которую стоит взглянуть хотя бы раз». Сайт Portable Review посчитал сюжет игры очень непонятным и запутанным, а игровой процесс довольно красочным и ярким для того времени. Мэтт Гандер из Games Asylum сравнил Coca-Cola Kid с аркадной игрой 1989 года Strider, где «главный герой удивительно акробатичен». Некоторые рецензенты игры сравнивали её игровой процесс с другой игрой от компании Sega — Sonic Chaos.